# Cladia aggregata
Cladia aggregata är en lavart som först beskrevs av Olof Swartz och fick sitt nu gällande namn av William Nylander. 
Cladia aggregata ingår i släktet Cladia och familjen Cladoniaceae. Inga underarter finns listade i Catalogue of Life.